# José María Napoleón

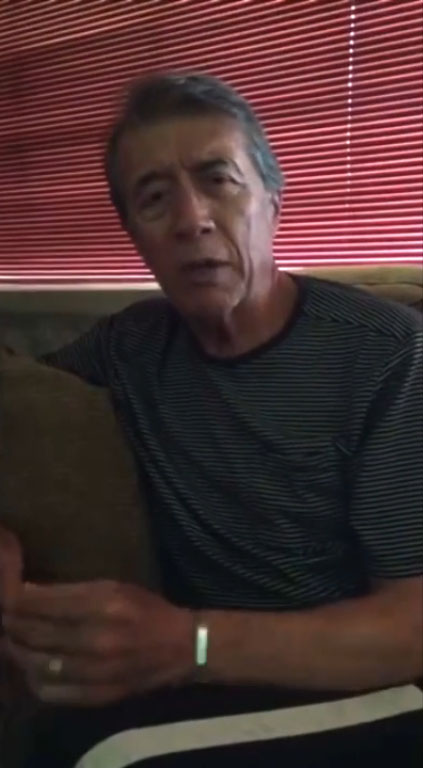
José María Napoleón

José María Napoleón Ruíz Narvaéz, também conhecido como El Poeta de la Canción (Aguascalientes, México, 18 de agosto de 1948) é um cantor e compositor mexicano.